# Direction des impôts des non-résidents
 (mai 2025).
Motif : Je ne vois pas trop la notoriété de cette direction spécialisée de la DGFP. De plus, les sources sont primaires et peu nombreuses.
- Archive Wikiwix
- Bing
- Cairn
- DuckDuckGo
- E. Universalis
- Gallica
- Google
- G. Books
- G. News
- G. Scholar
- Persée
- Qwant
- (zh) Baidu
- (ru) Yandex
- (wd) trouver des œuvres sur Wikidata

| 1. | Préciser le motif de la pose du bandeau. | Précisez le motif de la pose du bandeau en utilisant la syntaxe suivante : {{admissibilité à vérifier\|date=juin 2025\|motif=remplacez ce texte par le motif}}                                              |
| 2. | Informer les utilisateurs concernés.     | Pensez à avertir le créateur de l'article, par exemple, en insérant le code ci-dessous sur sa page de discussion : {{subst:avertissement admissibilité à vérifier\|Direction des impôts des non-résidents}} |

La Direction des impôts des non-résidents (DINR) est un service à compétence nationale de la direction générale des Finances publiques. Elle gère les obligations fiscales qu'ont en France des particuliers non résidents et des entreprises étrangères sans établissement stable. Elle participe pour certaines de ses missions à l'attractivité internationale de la France.
Sa compétence spécifique est d’appliquer aux contribuables les règles qui découlent du croisement de la législation fiscale interne française avec les conventions fiscales internationales.

## Missions
La direction des impôts des non-résidents assure :
- le contrôle des déclarations qui doivent être souscrites ainsi que l'assiette, le contrôle et le recouvrement des impôts, droits, taxes et sommes, quelle qu'en soit la nature ;
- le contrôle des déclarations souscrites et des retenues et perceptions à la source dues par les établissements payeurs et débiteurs divers à raison des rémunérations, revenus et gains de toute nature versés à des personnes physiques ou morales, groupements ou entités domiciliés ou établis en France ou hors de France, et le recouvrement des sommes de toute nature afférentes ;
- l'instruction et le contrôle des exonérations, abattements, remboursements ou restitutions, quelle qu'en soit la nature, qui bénéficient aux personnes, groupements ou entités domiciliés ou établis en France ou hors de France ainsi qu'aux organisations internationales établies dans ce pays, et le recouvrement des sommes de toute nature qui en résulterait ;
- l'instruction des demandes d'exonération fiscale présentées par les représentations étrangères en France et les organisations internationales ainsi que la gestion et le contrôle des documents relatifs aux pensions versées par les organisations coordonnée ;
- le contrôle des systèmes de télétransmission des factures et des procédures de signature électronique ;
- la recherche des renseignements nécessaires à l'assiette, au recouvrement et au contrôle des impôts, droits, cotisations et taxes de toute nature relevant de sa compétence ;
- la recherche et la constatation des manquements et infractions à la législation et aux réglementations fiscales et économiques, la répression des infractions à ces législations et réglementations et le recouvrement des sommes de toute nature qui en résulterait ;
- la centralisation des commandes et de l'approvisionnement en valeurs fiscales des services déconcentrés de la direction générale des finances publiques, des recettes des douanes et droits indirects et des régies de recettes des préfectures et sous-préfectures[3].